# كارلوس رودريغيز براون
كارلوس رودريغيز براون (بالإسبانية: Carlos Rodríguez Braun)‏ هو اقتصادي أرجنتيني، ولد في 1948.